# 이언 애버크롬비
이언 애버크롬비(Ian Abercrombie, 1934년 9월 11일 ~ 2012년 1월 26일)는 잉글랜드의 배우이다.

## 출연 작품

### 영화
- 몰리 맥과이어스 (1970)
- 섹스에 대해서 알고 싶어하는 모든 것 (1972)
- 더 아일랜드 앳 더 톱 오브 더 월드 (1974)
- 젠다성의 포로 (1979)
- 킥스 (1985, Kicks)
- 라스트 리소트 (1986, Last Resort)
- 지옥의 투사 (1986)
- 카타콤 (1988)
- 워락 (1989)
- 조종자 3 (1991)
- 애욕의 잔다리 (1991)
- 이블 데드 3 - 암흑의 군단 (1992)
- Grief (1993)
- 탐정 포그와 애완견 애꾸 (1994, Clean Slate)
- 러브 프로젝트 (1994, Test Tube Teens from the Year 2000)
- 스네이크 아이 (1996, Rattled)
- A Face to Die For (1996)
- 쥬라기 공원 2: 잃어버린 세계 (1997)
- 크레이지 인디펜던스데이 (1997, Bimbo Movie Bash) - 과거 촬영분
- 마우스 헌트 (1997)
- 와일드 와일드 웨스트 (1999)
- 쏜베리의 가족 탐험대 - 극장판 (2002) - 애니메이션
- LA 폭동 (2005, The L.A. Riot Spectacular)
- 차밍 스쿨 & 볼룸 댄스 (2005)
- 인랜드 엠파이어 (2006)
- 가필드 2 (2006)
- 스타 워즈: 클론 전쟁 (2008) - 팰퍼틴 역
- 랭고 (2011)

### 텔레비전
- 6백만 달러의 사나이 (1977)
- 꿈꾸는 낙원 (1977-83)
- 다이너스티 (1984-88)
- 제너럴 호스피털 (1992)
- 사인펠드 (1994-98)
- 우리 생애 나날들 (1997-2002)
- 버즈 오브 프레이 (2002-03)
- 더 배트맨 (2006) - 애니메이션
- 위기의 주부들 (2006)
- 우리가족 마법사 (2007-12)
- 스타워즈: 클론 전쟁 (2008) - 애니메이션
- 그린 랜턴 (2011-13) - 애니메이션